# 203-as főút (Mexikó)
A mexikói 203-as szövetségi főút az ország déli részén húzódik, Chiapas állam északi és Tabasco keleti részét köti össze. Északnyugati vége egy El Suspiro nevű helyen van Chiapasban, Tomás Garrido Canabal mellett, délkeleti vége a tabascói Tenosique de Pino Suárez városnál. Az út teljes hossza 75,3 km.
Az út végig egy nagy hegyek nélküli, enyhén hullámos területen halad, legnagyobbrészt 20–50 méteres tengerszint feletti magasságban, néhol 10 méter alá és 70 méter fölé is emelkedik. Többször megközelíti, déli végének közelében pedig keresztezi is az Usumacinta folyót.

## Elágazások, települések
| km   | Elágazás, település              | Állam            |
| ---- | -------------------------------- | ---------------- |
| 0,0  | El Suspiro, 186-os főút          | Chiapas          |
| 3,1  | Államok határa                   | Chiapas, Tabasco |
| 8,6  | Emiliano Zapata                  | Tabasco          |
| 12,1 | Elágazás La Libertad felé        | Tabasco          |
| 32,6 | Elágazás Balancán felé           | Tabasco          |
| 53,0 | Gregorio Méndez Magaña (Pénjamo) | Tabasco          |
| 65,5 | Usumacinta folyó hídja           | Tabasco          |
| 75,3 | Tenosique de Pino Suárez         | Tabasco          |